# ABC Jazz
ABC Jazz (früher auch: Dig Jazz) ist ein nationales Hörfunkprogramm der australischen öffentlich-rechtlichen Rundfunkanstalt Australian Broadcasting Corporation (ABC), das ausschließlich der Jazzmusik aller Stilrichtungen gewidmet ist. Es wird nur digital verbreitet und kann in Australien auf DAB, DVB-T sowie weltweit per Livestream empfangen werden.
Aus dem Kulturprogramm ABC Classic FM hervorgegangen, widmet sich ABC Jazz insbesondere der australischen Jazzszene und gibt hierzu auch die Fachzeitschrift Electric acoustic heraus. Im November 2018 war ABC Jazz der beliebteste Digitalradiosender in Sydney.

## Schriften
- Electric acoustic. The ABC Jazz newsletter. Zeitschrift. Sydney. ABC Music. 1990–2020. Libraries Australia ID 14136357. Nachweis im Katalog der Australischen Nationalbibliothek.